# Zima 1946
Zima 1946 (ang. Winter 1946) – obraz temperowy amerykańskiego malarza Andrew Wyetha, namalowany zimą 1946 roku i przedstawiający młodego mężczyznę biegnącego szybko i beztrosko w dół zbocza. Rzeczywistym powodem namalowania tego obrazu stała się tragiczna śmierć ojca artysty, która miała miejsce po drugiej stronie wzgórza ukazanego na obrazie.
Obraz znajduje się w zbiorach North Carolina Museum of Art w Raleigh.

## Opis i interpretacja
Obraz przedstawia młodego mężczyznę biegnącego szybko i beztrosko w dół zbocza. Stonowane kolory w połączeniu z resztką niestopionego śniegu, widoczną w lewej, górnej części obrazu, ewokują surową, zimową scenerię. Melancholijny i metaforyczny obraz łączy się z pewnym tragicznym wydarzeniem w życiu artysty, jakim była śmierć jego ojca, ilustratora N.C. Wyetha. Rankiem 19 października 1945 roku ojciec jechał samochodem razem ze swoim wnukiem, 3-letnim Newellem Conversem Wyethem (dzieckiem swojego najstarszego syna, Nathaniela). Na przejeździe, położonym na terenie farmy sąsiada, Karla Kuernera, samochód N.C. Wyetha z niewiadomych powodów utknął na torach. W tym momencie uderzył w niego pociąg towarowy nadjeżdżający z Filadelfii, który zmiażdżył pojazd. N.C. Wyeth zginął na miejscu, a jego wnuk został wyrzucony na nasyp żużlowy. Zmarł w wyniku złamania kręgosłupa. Według jednej z relacji martwe ciała ofiar wypadku odkrył Allan Lynch, chłopiec z sąsiedztwa i przyjaciel Wyetha z lat dziecinnych, który zabezpieczył je przed psami.
Pewnego dnia Wyeth, zbliżając się do torów, na których zginął jego ojciec, zauważył Lyncha, który zbiegał ze wzgórza naprzeciw farmy Kuernerów. Wyeth dołączył do niego. Obaj znaleźli stary wózek, wspięli się na wzgórze i zjechali na dół śmiejąc się histerycznie. Wydarzenie to stało się inspiracją obrazu Wyetha, Zima 1946. W wywiadzie udzielonym po latach Richardowi Merymanowi, dziennikarzowi czasopisma „Life”, Wyeth stwierdził, iż w rzeczywistości w osobie Lyncha zbiegającego ze wzgórza i ściganego przez własny cień przedstawił siebie samego. Jak wyjaśniał z niezadowoleniem, nigdy przedtem nie namalował ojca. Ponieważ zginął on po przeciwnej stronie wzgórza, więc wzgórze to stało się jego portretem. Malowanie obrazu zajęło Wyethowi całą zimę, stając się sposobem na rozładowanie wewnętrznego napięcia. Potęga i wyniosłość wzgórza oraz biegnąca postać chłopca stanowią swego rodzaju komentarz Wyetha na temat niezmienności pensylwańskiej prowincji, którą był zafascynowany, oraz ojca i jego śmierci. Po namalowaniu tego obrazu twórczość Wyetha stała się bardziej pogłębiona, poważniejsza i bardziej intensywna. Samo wzgórze, namalowane cienkimi, drobiazgowymi i nieprzewidywalnymi ruchami pędzla, stało się antycypacją wzgórza, które artysta przedstawił dwa lata później na obrazie Świat Christiny.